# 国鉄32系電車

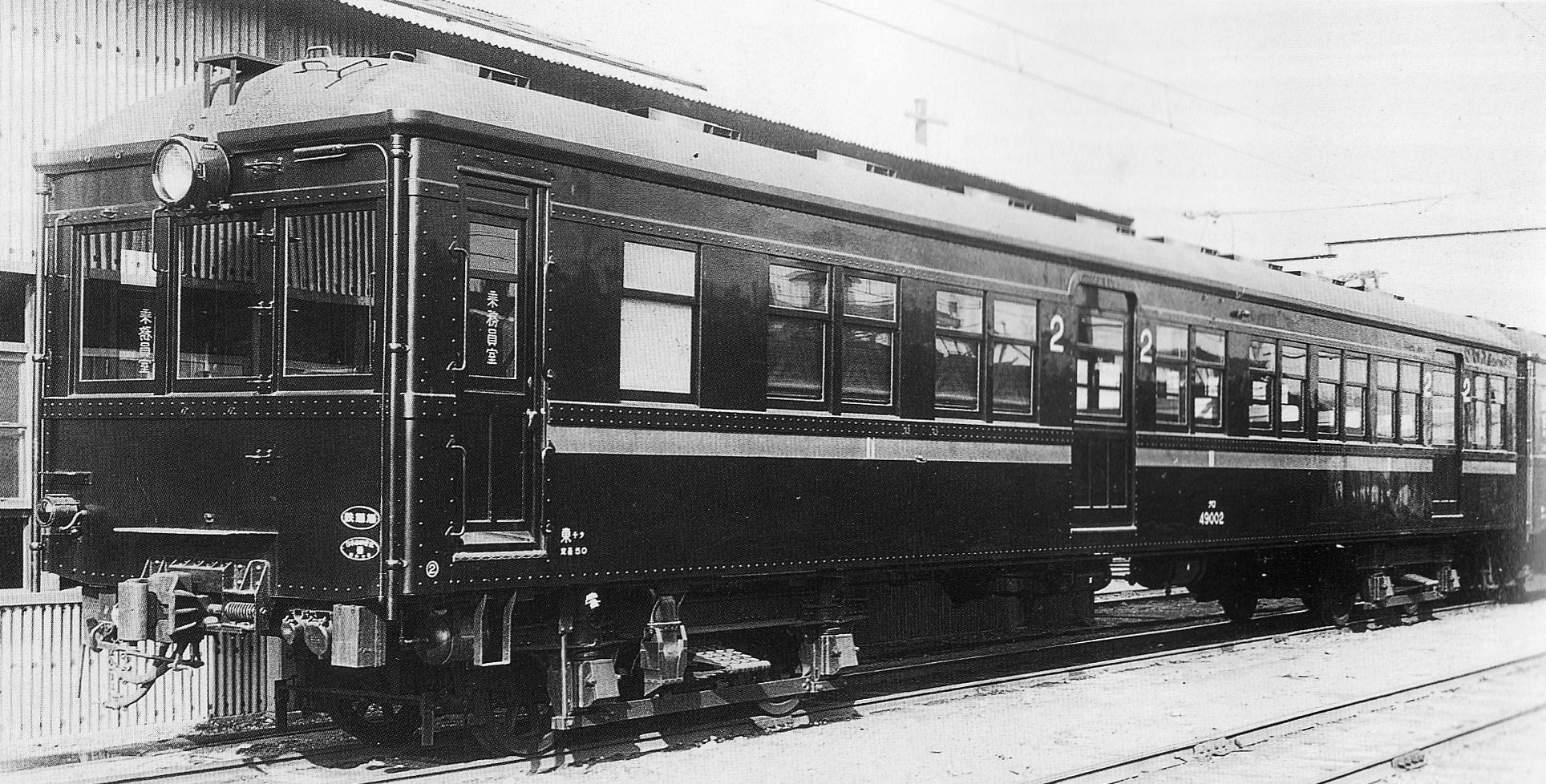
製造当時のクロ49002。正面の連結器は自動連結器で尾灯は一灯、前照灯とホイッスルが幕板に設置されている。側面は窓下に等級帯が、乗降扉横に等級表記が入っている。1935年

32系電車（32けいでんしゃ）は、1930年から1932年にかけて、日本国有鉄道の前身である鉄道省が横須賀線向けに導入した、2扉クロスシートの旧形電車を便宜的に総称したものである。
この32系はモハ32形（001 - 045）、サロ45形（001 - 013）、サロハ46形（001 - 013）、クハ47形（001 - 010）、サハ48形（001 - 028）、クロ49形（001, 002）の6形式111両から成るが、サロハ46形、サハ48形は1934年から1937年にかけて京阪神地区急行電車用にも製造されており、これらについては、国鉄42系電車および国鉄52系電車を参照。

## 導入の経緯
横須賀線は、海軍の鎮守府が置かれた軍港都市・横須賀、陸軍の東京湾要塞の沿岸砲台一つである観音崎砲台、敵軍の上陸想定地点の一つである長井への輸送を目的として、陸海両軍の要請により建設された路線であり、軍事的な重要路線とされたため、早くから複線化などの整備が実施されて、1924年12月25日には当時の終点であった横須賀までの複線化が完了していた。また、1922年には、東海道本線東京 - 小田原間とともに電化工事が着手され、翌年の関東大震災により一時中断したものの、翌1924年4月に工事を再開し、1925年7月に工事が完成。同年12月13日から電気機関車牽引による客車列車の運転が開始された。
しかし、その後沿線人口が年々増加して輸送量も増え、それに伴う列車本数の増大により、電車の導入が有利であるとされ、さらに、1930年に開業した湘南電気鉄道への対策もあることから横須賀線列車の電車への置換えが計画され、導入された電車が本項で述べる32系である。横須賀線の電車運転は1930年3月15日から開始されたが、32系電車の導入が間に合わなかったため、当初は中央線や京浜線から捻出したモハ30形33両、モハ31形18両、クハ15形16両、サハ25形14両、サハ36形3両、サロ18形17両の計101両を使用し、基本編成は6両、増結編成は3両の編成であった。
その後、32系電車計111両が1931年2月から田町電車庫（1936年に田町電車区となる）に配置されて4月1日から運転を開始し、以後約1年後の1932年7月に従来の電車を置換え、1931年10月1日改正のダイヤでは東京 - 横須賀間58分で44往復が運転された。なお、郵便・荷物・三等合造車は32系導入後も引続き30系のモハユニ30形4両が32系とともに使用された後、1935年には42系のモハユニ44形5両を導入してこれを置換え、さらに1943年には51系のモハユニ61形4両を増備した。また、1931年度予算で製造されたクロ49形導入までの間は皇族の御乗用客車のナイロフ20550を電車に併結して運行している。

## 概要

### 車体
本系列の計画にあたっては、東京 - 横須賀間62.4 kmという当時の省線としては例のない長距離を運転する電車となることから、座席定員を極力多く確保するため、東京 - 小田原間の電化に対応するために1922年から製造された43200系に引続いて三等車も片側2扉とした。また、客用扉を極力車端に寄せてその間にボックスシートを配置した構造としたが、乗降扉付近の混雑緩和と戸閉機械の設置のため、客車のような車体の両端に出入り台を有する構造ではなく、客用扉を客室内に配置して扉と車端との間に窓およびロングシートを配置している。また、東京鉄道局管内の電車では初めて車端部に貫通幌と引戸を装備し、基本的に同系車だけで統一された編成を組むなど、従来の省電とは一線を画するものとなった。
本系列のもう一つの特徴は、車体を延長して座席定員を確保するために付随車と制御車に省電としては初めて20 m級車体を採用したことである。20 m級車体は木造客車では1910年以降導入された鉄道院基本形客車などから採用されていたが、本系列ではスハ32系で使用されている中梁に溝形鋼を用いたUF22台枠の構造を踏襲した、UF23台枠を用いている。
一方で、電動車は従来どおりの17 m級車体とした。これは、主電動機を当時の標準品である100 kWのMT15系主電動機のままとしたため、引張力を考慮して17 mのままとしたものである。台枠は31系のモハ31形と同じく1930年度製の32001 - 32032は中梁を鋼板と山形鋼で組立てた魚腹形のUF20を用い、1931年度製の32023 - 32045から中梁に溝形鋼を使用したUF24に移行した。
車体の外観は31系に類似し、側面窓の天地寸法や床面からの高さは同系と同一でそれぞれ870 mmと800 mmである。雨樋も31系と同じく車両限界の関係から初期に製造された車両と同様に取付けられなかったが、1929年8 月の国有鉄道建設規定の制定による車両限界の拡大に応じて増備車から取付けられ、それ以前の製造分についても後に取り付けられた。前面の屋根と車体の境界部も同じく31系と同様に直線となっており、前照灯が幕板部に取り付けられ、その横の運転台窓上にはホイッスルが設置されていた。また、製造当初より尾灯は赤色1灯のみ装備、側面窓下の等級帯は2等車のみの標記であった。連結面は31系までの内開きの貫通扉、貫通幌なしの構成から、片引戸の貫通扉、貫通幌付となり、二等車は妻面窓が設置されていないが、三等車には妻面窓が設置されていた。
側面窓は二段上昇式で、窓配置は、三等車は客用扉間のボックススシート部に幅600 mmのものが1ボックスあたり2箇所ずつ配置され、客用扉の車体中央側の戸袋窓と連結面側の窓は幅600 mmの窓が1箇所ずつの配置となっている。一方、二等車の側面窓は客用扉間のボックスシート部は幅700 mmのものが1ボックスあたり2箇所1組ずつで配置され、 客用扉車体中央側および連結面側の窓も幅700 mmで2箇所1組のものを配置しており、そのうち客用扉車体中央側1箇所が戸袋窓となっている。

### 室内
三等車の室内は連結面側車端部および、客用扉の車体中央側の窓1箇所分がロングシート、その他の箇所がボックスシートの配置となっている。ロングシートは背摺りを含む奥行が480 mm、ボックスシートのシートピッチは43200系やオハ31系の1300 mmより広く、スハ32系の1455 mmより若干狭い1400 mm、背摺りを含む奥行は450 mm、座面は布張りのクッション、背摺りは板張りである。
二等車の室内は連結面側車端部および客用扉の車体中央側の窓2箇所分がロングシート、その他の箇所がクロスシートの配置となっている。ロングシートは背摺りを含む奥行が610 mm、ボックスシートのシートピッチは43200系の1700 mmより若干広く、スハ32系の1980 mmより狭い、31系と同じ1760 mm、背摺りを含む奥行は600 mmで、ボックスシートの横幅は31系の965 mmから980 mmに若干拡大されている。また、二等室の座席は背摺り、座面ともに布張りのクッションとなっている。
このほか、二等車、三等車とも乗降扉は幅1100 mmの片開扉で、床面には肺結核予防規則に基づくタンツボが、ロングシート部の天井には吊革が設置されていたほか、43200系ではサハ43500形に設置されていた便所と洗面所は32系では貴賓車のクロ49形を除き、製造当初には設置されていない。
運転室内の機器配置は以下の通り。
- 運転台：元制御器（主幹制御器）、制動弁（ME23）、双針圧力計、速度計、制御用圧力計（モハ32形のみ）、運転士知らせ灯、ブザー、ブザー用押しボタン
- 運転室前面：上部に電灯用スイッチ、パンタグラフ用スイッチ、制御用スイッチ、7点スイッチ盤（SH28）、6点スイッチ盤（SH26）、中継端子台、電動空気圧縮機用カノピースイッチ（モハ32形のみ）、電動発電機用カノピースイッチ（モハ32形のみ）、車掌弁、下部に乾電池箱、パンタグラフの上げ用電磁弁/下げ用電磁弁/手押しポンプ（モハ32形のみ）、低圧補助回路用ヒューズ（モハ32形のみ）、手用制動機
- 運転室側面:車掌スイッチ、ブザー用押ボタン
- 運転室背面：上部に暖房用ヒューズ、暖房用カノピースイッチ×2、電灯用接触器（モハ32形は×2、クハ47形は×1）、下部に戸閉切替スイッチ、給気弁

### 主要機器
モハ32形の主制御器は31系と同じ電磁空気カム軸式・直列5段/並列4段の主制御器に、本形式より新たに芝浦製作所もしくは日立製作所製のCS9弱め界磁接触器を追加して並列弱め界磁1段としている（1927年度以降製作の鉄道省の車両の主制御器は芝浦製作所製のCS1（メーカー型式RPC-101）もしくは日立製作所製のCS3（メーカー型式PR200）であり、その後1932年度製作の車両より芝浦・日立共通設計のCS5が搭載されている。）。主幹制御器はMC1A、主電動機は鉄道省と製造各メーカー（芝浦製作所・日立製作所・東洋電機製造、三菱電機）の共同設計によるMT15系（端子電圧675 V時1時間定格出力100 kW、定格回転数653 rpm）を高速運転に備えて新たに弱め界磁率を70 %としたMT15Aを4基搭載している。歯車比は高速運転に備え31系の2.52から変更して2.26とし、70 %弱め界磁時の定格速度56 km/h、牽引力26.5 kN（31系では全界磁時で42.5 km/h、33.8 kN）となっているほか、歯車や歯車箱を防音仕様としている。
このほか、パンタグラフは1916年度から1931年度に製作された車両に搭載されているPS2を、電動発電機は本形式から新たに採用された出力100 V/2 kWのMH49-DM28を、電動空気圧縮機はMH16B-AK3をそれぞれモハ32形に1基ずつ搭載している。
ブレーキ装置は、80系以前の国鉄電車で使用されていた、A動作弁に常用・非常の各ブレーキ作用を促進するための電磁吐出弁を組合わせたAE式電磁空気ブレーキとし、床下にA動作弁と電磁吐出弁および、356×250 V制動筒（モハ32形）もしくは305×250 V制動筒（モハ32形以外）を、運転室内にME23制動弁を装備した。また、運転室付の車両は手ブレーキ装置を装備している。
連結器は、製造当初は自動連結器であったが、連結器遊間解消のため当初から密着連結器の採用を見越していた。電気連結器は、低圧引通は、自動連結器の山側（下り方を見て右側）に制御用のものと自動扉・ブレーキ用のものを1箇所ずつ、同じく海側（同左側）には制御用のもの1箇所を設置し、高圧引通は単芯ものを自動連結器の海側に1箇所設置しており、低圧引通用は7芯のKE50、高圧引通用は単芯のKE1を使用している。なお、下り（偶数）向き車、上り（奇数）向き車とも床下機器配置は同一のまま方向転換して、電気連結器の位置のみを海側・山側変更した配置となっている。

### 台車
モハ32形はTR22（後のDT11）を使用している。この台車は鍛造の釣合い梁と、側梁から吊り下げられた揺れ枕吊りを備えるイコライザー台車で、軸距は2450 mm、車輪径は910 mmである。30系電車の1928年増備車から採用され、それまでのTR14（後のDT10）からの変更点は以下の通り。
- 釣合い梁を片側1枚から2枚に変更。
- 台車枠は側梁を球山形鋼から平角鋼に、端梁を形鋼から鋳鋼に変更した組立品に変更。
- 上枕揺れ枕を形鋼組立品から鋳鋼に変更。
- 上下の枕ばねの組合わせ部に勾配付の端受を使用し、荷重によって枕ばね定数が変化するように変更。
- 車軸を10 t電動軸から12 t電動軸に、車輪径を914 mmから910 mmに変更。

クハ47形、サハ48形、サロ45形、サロハ46形はTR23を使用している。この台車は1929年から製造されたスハ32系より採用されたペンシルバニア形と呼ばれる付随台車である。軸箱支持方式はペデスタル式で軸ばねは軸箱上部にコイルばね配置しており、枕ばね部は側枠中央部に短リンク式の揺れ枕吊りを下げて下揺れ枕と連結し、上揺れ枕と下揺れ枕の間に枕ばねとして重ね板ばねを配置する構成である。台車枠は側梁は一体鋳鋼の軸ばね帽および軸箱守の上部をI形鋼で、下部を平鋼で前後連結したものと、いずれも鋳鋼製の横梁、端梁を組み立てたものであるほか、上揺枕は鋳鋼製、軸距は2450 mmで12 t長軸を使用しており、車輪径は860 mmとなっている。

## 基本形式

### モハ32形
本系列の基幹となる制御電動車で、1930年度予算で32両（32001 - 32032）、1931年度予算で13両（32033 - 32045）が製造された。編成構成の関係で、32001 - 32013はすべて上り（奇数）向き、以降は奇数番号が上り、偶数番号が下り向きである。付随車の他形式と異なり、本形式は17 m級車体で窓配置はdD1121D1で定員は100名（うち座席66名）となっており、扉間のボックスシートは片側6組で、そのスペースを確保するため前位側の客用扉が前に寄せられて、その分客室の運転室背面部がクハ47形と比べて200 mm狭く、車体レイアウトは前後非対称である。

### サロ45形
基本編成用で2扉ボックスシートの二等付随車で、1930年度予算で10両（45001 - 45010）、1931年度予算で3両（45011 - 45013）が製造された。当初は基本編成用であったが、1935年頃付属編成に移された。窓配置は2D2222222D2で定員は72名、31系のサロ37形を20 m級に引き延ばしたような形態である。

### サロハ46形
付属編成用の二等・三等合造車で、1930年度予算で10両（46001 - 46010）、1931年度予算で3両（46011 - 46013）が製造された。当初は付属編成用であったが、1935年頃基本編成に移された。サロ45形とサハ48形を繋ぎ合わせたような形態である。窓配置は2D222261D1で定員は96名（うち二等座席40名、三等座席36名）。

### クハ47形
付属編成用の三等制御車で、1930年度予算で10両（47001 - 47010）が製造された。編成組成の関係で全車が下り（偶数）向きである。20 m級車体であるため、扉間のボックスシートはモハ32形より多い片側8組である。窓配置は、dD1161D1で定員は120名（うち座席82名）。

### サハ48形
全室三等付随車で、1930年度予算で18両（48001 - 48018）、1931年度予算で10両（48019 - 48028）が製造された。窓配置は1D1161D1で定員は134名（うち座席88名）。

### クロ49形
皇族の御乗用として1931年度予算で2両（49001, 49002）が製造された二等制御車（貴賓車）で、2両とも下り（偶数）向きである。本形式はそれまで使用されていた22000系木造客車の20550形ナイロフ20550の代替として計画された車両である。横須賀線では皇族が避暑に使用する葉山御用邸への往来や軍籍にある皇族の横須賀軍港への往復といった貴賓車の需要があったため誂えられたもので、「お召し列車」とは違い定期列車に併結されて使用され、制御車ではあるが実際の運用では基本的に「（横須賀←）定期列車＋クロ49＋モハ32（→東京）」と編成を組んで使用されたので、クロ49の運転台が先頭に来ることはほとんどなかった。
1947年（昭和22年）6月に行われた昭和天皇の和歌山県行幸（昭和天皇の戦後巡幸）では、クロ49001、49002が関西地方へ回送され、49002がお召し列車に、49001が予備車として使用された。この際、吹田工機部で制御回路や紋章取り付け設備が改修されている。
窓配置はd122D2222D2で、室内の構成は一般車と大きく異なっており、運転室直後に特別室付随の便所と洗面室、その後位に全長3900 mmの特別室（定員10名）の配置で、この部分の外板腰板には御紋章取付け用の台座が設けられ、運転台側の客室扉から後位は随伴員用の控室（二等室、定員40名）である。特別室には乗降扉は設置されず、前位側の乗降用扉を特別室直後の随伴員控室（二等室）に置き、この扉は途中駅での開閉を行なわないことからドアエンジンは設置せず手動扉とされた。
特別室内は横幅1750 mm（前位側妻壁面部のもののみ926 mm）で、端部に肘掛を設置したボックスシート2組を海側に寄せて設置しており、シートピッチは1950 mm、座席の奥行は625 mmで、側面窓は二等室のものと同じく幅700 mmのものを2箇所1組で配置しているほか、室内には折畳テーブルや扇風機を設置している。また、便所を山側・洗面室を海側に設置しており、便所内にはタオル棚、網棚、帽子掛が、洗面室内には鏡、化粧品棚、コップ置き台、水石鹸入れ、うがい水タンク、タオル棚、網棚、帽子掛が設置されている。
随伴員控室（二等室）内は基本的にはサロ45形などの二等室と同一の仕様であるが、後位側の乗降扉の車体中央寄りにはロングシートが設置されずに扉脇までボックスシートとなっている点が異なっている。

### 製造年別一覧
| 製作年度    | 製造所   | 日車      | 川車      | 田中      | 汽車                | 計        | 計   |
| 製作年度    | 形式     | 日車      | 川車      | 田中      | 汽車                | 番号      | 両数 |
| ----------- | -------- | --------- | --------- | --------- | ------------------- | --------- | ---- |
| 1930年      | モハ32   | 007 - 011 | 001 - 006 | 012 - 021 | 022 - 032           | 001 - 032 | 32   |
| 1930年      | サロ45   |           |           | 001 - 010 |                     | 001 - 010 | 10   |
| 1930年      | サロハ46 |           | 001 - 010 |           |                     | 001 - 010 | 10   |
| 1930年      | クハ47   | 001 - 010 |           |           |                     | 001 - 010 | 10   |
| 1930年      | サハ48   | 001 - 012 |           |           | 013 - 018           | 001 - 018 | 18   |
| 1931年      | モハ32   |           | 033 - 045 |           |                     | 033 - 045 | 13   |
| 1931年      | サロ45   | 011 - 013 |           |           |                     | 011 - 013 | 3    |
| 1931年      | サロハ46 |           | 011 - 013 |           |                     | 011 - 013 | 3    |
| 1931年      | サハ48   | 022 - 024 |           |           | 019 - 021 025 - 028 | 019 - 028 | 10   |
| 1931年      | クロ49   | 001 - 002 |           |           |                     | 001 - 002 | 2    |
| 1. 2. 3. 4. |          |           |           |           |                     |           |      |

### 車両一覧・主要諸元
| 32系車両 （戦前期） 一覧・主要諸元 | 32系車両 （戦前期） 一覧・主要諸元 | 32系車両 （戦前期） 一覧・主要諸元   | 32系車両 （戦前期） 一覧・主要諸元   | 32系車両 （戦前期） 一覧・主要諸元   | 32系車両 （戦前期） 一覧・主要諸元   | 32系車両 （戦前期） 一覧・主要諸元   | 32系車両 （戦前期） 一覧・主要諸元   | 32系車両 （戦前期） 一覧・主要諸元   | 32系車両 （戦前期） 一覧・主要諸元   | 32系車両 （戦前期） 一覧・主要諸元   | 32系車両 （戦前期） 一覧・主要諸元   |
| ---------------------------------- | ---------------------------------- | ------------------------------------ | ------------------------------------ | ------------------------------------ | ------------------------------------ | ------------------------------------ | ------------------------------------ | ------------------------------------ | ------------------------------------ | ------------------------------------ | ------------------------------------ |
| 形式                               | 形式                               | モハ32                               | モハ32                               | サロ45                               | サロハ46                             | クハ47                               | サハ48                               | クロ49                               | サロハ66                             | サロハ66                             | サハ48                               |
| 番号                               | 番号                               | 32001 - 032                          | 32033 - 045                          | 45001 - 013                          | 46001 - 013                          | 47001 - 010                          | 48001 - 028                          | 49001 - 002                          | 66001 - 013                          | 66014 - 015                          | 48001 - 028                          |
| 製造年                             | 製造年                             | 1930                                 | 1931                                 | 1930-31                              | 1930-31                              | 1930                                 | 1930-31                              | 1931                                 | -                                    | -                                    | -                                    |
| 旧番号                             | 旧番号                             | -                                    | -                                    | -                                    | -                                    | -                                    | -                                    | -                                    | 46001 - 013                          | 45001 - 002                          | 48001 - 028                          |
| 改造年                             | 改造年                             | -                                    | -                                    | -                                    | -                                    | -                                    | -                                    | -                                    | 1935                                 | 1936                                 | 1935                                 |
| 軌間                               | 軌間                               | 1067 mm                              | 1067 mm                              | 1067 mm                              | 1067 mm                              | 1067 mm                              | 1067 mm                              | 1067 mm                              | 1067 mm                              | 1067 mm                              | 1067 mm                              |
| 電気方式                           | 電気方式                           | 直流1500 V架空線方式                 | 直流1500 V架空線方式                 | 直流1500 V架空線方式                 | 直流1500 V架空線方式                 | 直流1500 V架空線方式                 | 直流1500 V架空線方式                 | 直流1500 V架空線方式                 | 直流1500 V架空線方式                 | 直流1500 V架空線方式                 | 直流1500 V架空線方式                 |
| 全長                               | 全長                               | 17000 mm                             | 17000 mm                             | 20000 mm                             | 20000 mm                             | 20000 mm                             | 20000 mm                             | 20000 mm                             | 20000 mm                             | 20000 mm                             | 20000 mm                             |
| 全幅                               | 全幅                               | 2840 mm（雨樋無）、2900 mm（雨樋有） | 2840 mm（雨樋無）、2900 mm（雨樋有） | 2840 mm（雨樋無）、2900 mm（雨樋有） | 2840 mm（雨樋無）、2900 mm（雨樋有） | 2840 mm（雨樋無）、2900 mm（雨樋有） | 2840 mm（雨樋無）、2900 mm（雨樋有） | 2840 mm（雨樋無）、2900 mm（雨樋有） | 2840 mm（雨樋無）、2900 mm（雨樋有） | 2840 mm（雨樋無）、2900 mm（雨樋有） | 2840 mm（雨樋無）、2900 mm（雨樋有） |
| 車体幅                             | 車体幅                             | 2805 mm                              | 2805 mm                              | 2805 mm                              | 2805 mm                              | 2805 mm                              | 2805 mm                              | 2805 mm                              | 2805 mm                              | 2805 mm                              | 2805 mm                              |
| 全高                               | 全高                               | 4250 mm                              | 4250 mm                              |                                      |                                      |                                      |                                      |                                      |                                      |                                      |                                      |
| 屋根高                             | 屋根高                             | 3750 mm                              | 3750 mm                              | 3750 mm                              | 3750 mm                              | 3750 mm                              | 3750 mm                              | 3750 mm                              | 3750 mm                              | 3750 mm                              | 3750 mm                              |
| 自重                               | 自重                               | 43.10 t                              | 43.10 t                              | 30.80 t                              | 30.40 t                              | 30.80 t                              | 29.96 t                              | 32.80 t                              | 31.35 t                              | 31.35 t                              | 30.70 t                              |
| 定員                               | 特別室                             | -                                    | -                                    | -                                    | -                                    | -                                    | -                                    | 10                                   | -                                    | -                                    | -                                    |
| 定員                               | 二等                               | -                                    | -                                    | 72                                   | 40                                   | -                                    | -                                    | 40                                   | 40                                   | 40                                   | -                                    |
| 定員                               | 三等(座席)                         | 100(66)                              | 100(66)                              | -                                    | 56(36)                               | 120(82)                              | 134(88)                              | -                                    | 51(32)                               | 59(30)                               | 124(86)                              |
| 便所                               | 便所                               | -                                    | -                                    | -                                    | -                                    | -                                    | -                                    | 有                                   | 有                                   | 有                                   | 有                                   |
| 台枠                               | 台枠                               | UF20                                 | UF24                                 | UF23                                 | UF23                                 | UF23                                 | UF23                                 | UF23                                 | UF23                                 | UF23                                 | UF23                                 |
| 台車                               | 台車                               | TR22                                 | TR22                                 | TR23                                 | TR23                                 | TR23                                 | TR23                                 | TR23                                 | TR23                                 | TR23                                 | TR23                                 |
| 走行装置                           | 制御方式                           | 直並列・弱界磁・総括制御             | 直並列・弱界磁・総括制御             | -                                    | -                                    | -                                    | -                                    | -                                    | -                                    | -                                    | -                                    |
| 走行装置                           | 主制御器                           | 電磁空気カム軸接触器式               | 電磁空気カム軸接触器式               | -                                    | -                                    | -                                    | -                                    | -                                    | -                                    | -                                    | -                                    |
| 走行装置                           | 主電動機                           | 直流直巻整流子電動機 MT15A × 4基     | 直流直巻整流子電動機 MT15A × 4基     | -                                    | -                                    | -                                    | -                                    | -                                    | -                                    | -                                    | -                                    |
| 走行装置                           | 駆動装置                           | 吊掛式駆動装置 歯車比27 : 61 = 2.26  | 吊掛式駆動装置 歯車比27 : 61 = 2.26  | -                                    | -                                    | -                                    | -                                    | -                                    | -                                    | -                                    | -                                    |
| 走行装置                           | 定格出力                           | 400 kW                               | 400 kW                               | -                                    | -                                    | -                                    | -                                    | -                                    | -                                    | -                                    | -                                    |
| 走行装置                           | 定格牽引力                         | 26.5 kN（56 km/h） 70 %弱界磁        | 26.5 kN（56 km/h） 70 %弱界磁        | -                                    | -                                    | -                                    | -                                    | -                                    | -                                    | -                                    | -                                    |
| 走行装置                           | 最高速度                           | 95 km/h                              | 95 km/h                              | 95 km/h                              | 95 km/h                              | 95 km/h                              | 95 km/h                              | 95 km/h                              | 95 km/h                              | 95 km/h                              | 95 km/h                              |
| ブレーキ装置                       | ブレーキ装置                       | 元空気だめ管式AE電磁自動空気ブレーキ | 元空気だめ管式AE電磁自動空気ブレーキ | 元空気だめ管式AE電磁自動空気ブレーキ | 元空気だめ管式AE電磁自動空気ブレーキ | 元空気だめ管式AE電磁自動空気ブレーキ | 元空気だめ管式AE電磁自動空気ブレーキ | 元空気だめ管式AE電磁自動空気ブレーキ | 元空気だめ管式AE電磁自動空気ブレーキ | 元空気だめ管式AE電磁自動空気ブレーキ | 元空気だめ管式AE電磁自動空気ブレーキ |
| 集電装置                           | 集電装置                           | PS2 × 1基                            | PS2 × 1基                            | -                                    | -                                    | -                                    | -                                    | -                                    | -                                    | -                                    | -                                    |
| 電動発電機                         | 電動発電機                         | MH49-DM28 × 1基 出力100 V/2 kW       | MH49-DM28 × 1基 出力100 V/2 kW       | -                                    | -                                    | -                                    | -                                    | -                                    | -                                    | -                                    | -                                    |
| 電動空気圧縮機                     | 電動空気圧縮機                     | MH16B-AK3× 1基                       | MH16B-AK3× 1基                       | -                                    | -                                    | -                                    | -                                    | -                                    | -                                    | -                                    | -                                    |
| 1. 2. 3. 4. 5.                     |                                    |                                      |                                      |                                      |                                      |                                      |                                      |                                      |                                      |                                      |                                      |

## 戦前の改造

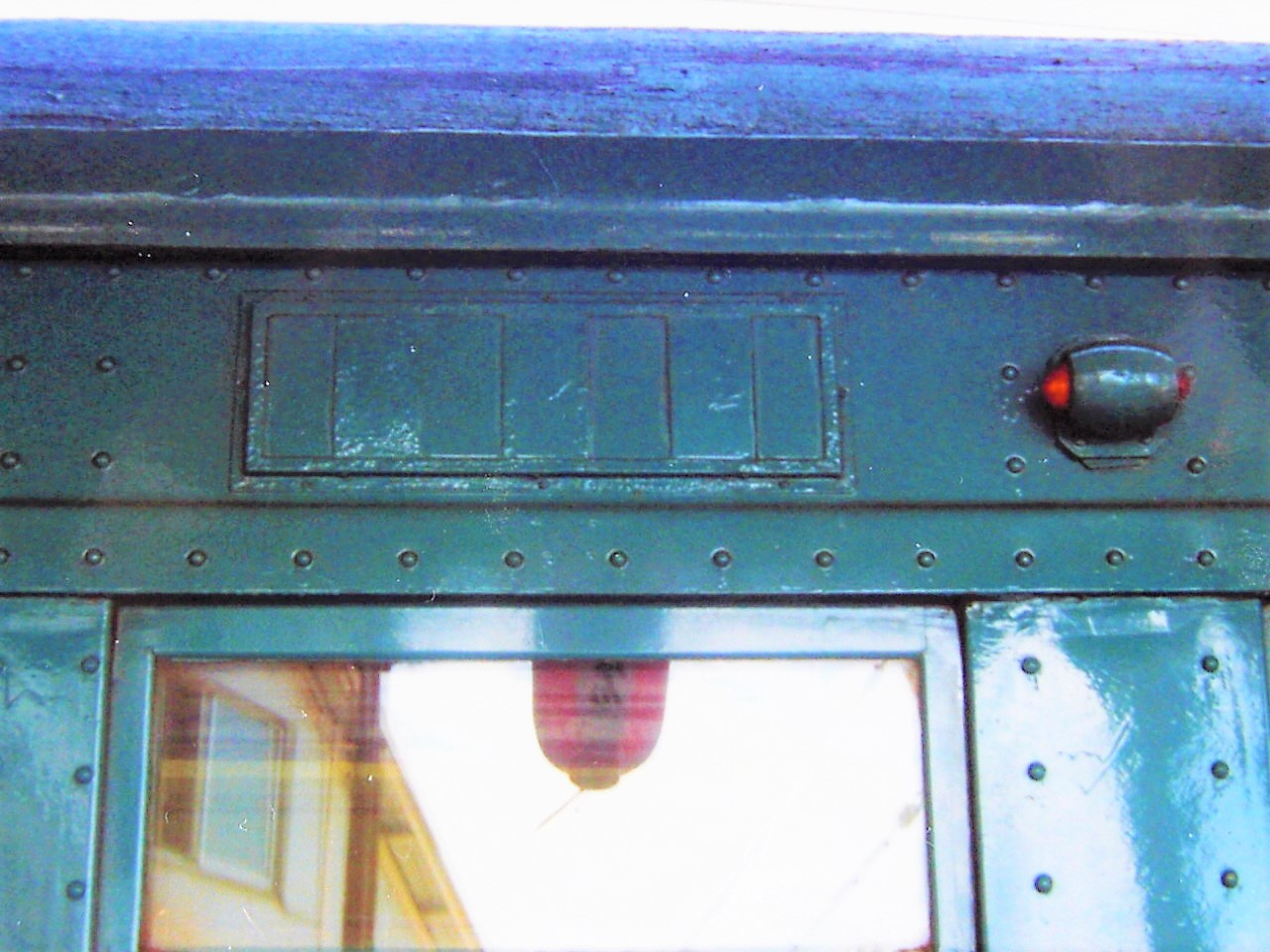
サハ45004側面の方向幕閉塞跡

### 前面装備品の改造
ホイッスルを1937年頃にタイフォンに交換した。
1929年から1931年にかけて開発が行われた柴田式密着連結器は横須賀線で実地試験が実施され、その後1935年1月18日から6月4日にかけて自動連結器から密着連結器への交換が実施された一方で、1930年から横須賀線で柴田式密着連結器下部に27芯の電気連結器を設置して実地試験を実施したが、こちらは予算の都合により実用化されていない。また、電気連結器は密着連結器の山側に低圧引通用のKE50を3箇所、海側に高圧引通用のKE1を1箇所の配置に改めている。
前照灯を1936年以降に屋根上に移設した。

### 便所の取付け
横須賀線は長距離を運転することから便所設置の要望が高まり、1935年に電車では初めてサロハ46形とサハ48形に便所を取付ける改造を実施することとなり、大井工場で施行された。便所は床下に水タンクを備え、圧縮空気の圧力で揚水する方式が初めて採用され、また、折返し時間が短いため清掃時間が確保できない電車向け便所用の装備として、便所引戸の開閉に連動して自動的に便器を洗浄する方式としたほか、便所床面清掃に使用する水用のコックを装備している。
サロハ46形では仕切りのある車体中央部の三等室側に便所を設置し、定員が91名（うち二等座席40名、三等座席32名）となった。あわせて、便所のない京阪神地区用のサロハ46形と区別するために形式称号をサロハ66形（66001 - 66013）とした。
サハ48形では後位端に便所を設置し、便所対面のロングシートをボックスシートに改めており、定員は124名（うち座席86名）。

### サロ45形をサロハ66形に改造
当初基本編成に組成されていたサロ45形を付属編成に移し、サロハ66形を付属編成から基本編成に移すこととなったため、編成組成の関係で、1936年に大井工場でサロ45形2両に半室三等室化と便所の取付け改造を施工してサロハ66形とした。外観に大きな変更はなく、便所取付け部分の側窓2個の幅が600 mmとなった程度であるが、室内は三等室が他のサロハ66形はクロスシートが3ボックスの配置であるのに対し2ボックスでシートピッチも一部が1545 mmとなるなど変則的なものとなり、その分扉横のロングシートの長さが900 mm長い2200 mmとなっており、定員は99名（うち二等座席40名、三等座席30名）である。番号の新旧対照は次のとおり。
- 66014 ← 45001
- 66015 ← 45002

なお、2両減となったサロ45形の補充として京浜線で使用されていた31系のサロ37形の37001, 37002が転用されている。この2両は台車がTR21であったことが特徴であるほか、転用に当たっては貫通扉の引戸化と幌の設置改造を実施している。

### 通風器の増設
32系の屋根上の通風器は、ガーランド形を1列に配置するものであったが、室内の通風改善のために、1937年度から実施した特修工事に合わせてこれを3列に増設する改造を施工した。約50両に対して改造が行なわれた後、1938年に戦時体制となったため改造は中止されたが、その後も室内天井に通風口を明ける工事は続行され、形態的には通風器3列・室内通風口3列、通風器1列・室内通風口3列、通風器1列・室内通風口1列の3種に分かれた。

### 走行装置
MT15Aはその後電機子軸の直径を150 mmから155 mmとしたMT15Cに改造されている。

### オリンピック試験塗装
1940年に皇紀2600年を記念して開催される予定だった東京オリンピックに先立ち、省電の塗装変更が計画され、横須賀線では1938年に32系の32024 - 48009 - 66009 - 32022および32036 - 48010 - 66010 - 32025の4両2編成にB案と呼ばれる、腰板部が海老茶色、窓回りがクリーム色の試験塗装が施工されたが、翌年には元に戻された。

### 側面方向幕
戦前、鉄道省時代の鋼製電車は、1932年以降に製造若しくは鋼体化された33系、40系以降の車両で側面幕板部に方向幕が標準装備されたが、サハ45004(旧サロ45004)には方向幕閉塞跡があり、製造時からか後年の改造によるものかは不明であるが、30系、31系、32系の中では唯一の存在で、試作的要素があったものと推察される。

## 戦時改造
戦時体制となった後も、横須賀に軍港があった関係で存置されていた横須賀線の二等車も、1944年4月1日に廃止されることとなり、あわせて横須賀線電車の扉増設とロングシート化も計画された。モハ32形は歯数比はそのままで車体中央部に客用扉を1箇所増設して3扉化、サロ45形、クハ47形、サハ48形、サロハ66形は扉を2箇所増設して4扉化する計画であった。しかし、太平洋戦争の戦局悪化および横須賀線での二等車の再開に伴い、全車が改造されたのはサロハ66形のみで、サロ45形、クハ47形は一部のみ施行、モハ32形、サハ48形は1両の改造もないまま、計画は中止された。
未改造のまま残存した車両も、1943年には室内の手摺などの金属部分を撤去・回収したほか、横須賀線では1944年から混雑対策の座席撤去工事としてロングシート化、クロスシート・ロングシート併設化などが施工され、戦後になってもクロスシートの間引きなどを含めた改造が継続されたが、1948年5月頃からは撤去された座席の整備の一環としてモハ32形の全ロングシート化が進められた。
一方で、空襲の激化に伴い、二等車のまま残ったサロ45形5両の横須賀寄りに防弾のため周囲を鋼板で覆った「特別室」を設置した。

### サロハ66形の通勤形（サハ78形）化
サロハ66形は二等車廃止によって三等車代用となったが、その後1944年度中に全車を大井工機部で通勤形に改造してサハ78形に形式変更し、番号を同形式の新製車に続く78009 - 78023とした。なお、この際に便所が撤去されたほか、旧サロハ46形の78009 - 78021の窓配置は2D21D121D21D1の形態、旧サロ45形の78022, 78023は後述のサロ45形に通勤形化改造を施工した6両と同じ窓配置2D21D22D12D2の形態となり、いずれの車両も増設された扉上部にはウインドヘッダーが設置されていない。
番号の新旧対照は、次のとおりである。
- 78009 ← 66001
- 78010 ← 66002
- 78011 ← 66003
- 78012 ← 66004
- 78013 ← 66005

- 78014 ← 66006
- 78015 ← 66007
- 78016 ← 66008
- 78017 ← 66009
- 78018 ← 66010

- 78019 ← 66011
- 78020 ← 66012
- 78021 ← 66013
- 78022 ← 66014 ← 45001
- 78023 ← 66015 ← 45002

### サロ45形の通勤形（サハ78形）化
本形式は二等車廃止によって三等車代用となったが、貴賓車の予備として当面二等車のまま残存させる45005以外の10両を1944年度中に全車を通勤形に改造して、前述のサロハ66形からの改造車に続くサハ78形（78024 - 78034 ← 45003 - 45013）とすることが計画された。
しかし、同年8月16日に横須賀線に二等車の連結が復活することとなり、6両に大井工機部で通勤形化を施工している時点で計画が変更となり、45004, 45005, 45007, 45008, 45012の5両が二等車として残された。番号の新旧対照は次のとおりで、工事の中止により欠番がある。
- 78024 ← 45003
- 78027 ← 45006

- 78030 ← 45009
- 78031 ← 45010

- 78032 ← 45011
- 78034 ← 45013

### クハ47形の通勤形（クハ79形）化
前記のサロ45形存置への計画変更に伴い、改造の対象を三等車とし、まずクハ47形全車に扉を増設して、42形のクハ58形を通勤車化改造したクハ85形（85001 - 85026）に続く85027 - 85036に改造する計画となった。しかし、空襲の激化や資材・人手の不足により、終戦までに大井工機部で施工された85030と85036の2両が落成した段階で計画が中止されたため、欠番が生じている。窓配置はdD13D4D31D1で、増設された扉上部にはウインドヘッダーが設置されていない。
クハ85形は1949年4月22日付けで、新製される80系電車に「85形」を明け渡すため、クハ79形に編入された。番号の新旧対照は、次のとおり。
- 79060 ← 85030 ← 47004
- 79066 ← 85036 ← 47010

## 戦後の状況

### 戦災廃車
32系は、通勤形改造を施行されたものを含めて、11両が戦災により、また、戦中・戦後のうちにモハ32形4両、サハ48形4両が事故により廃車となった。その内訳は次のとおりで、括弧書きは通勤形改造を施工した車両の旧車号である。
- モハ32形（戦災1両+事故4両）
  - 32008（事故） : 駿豆鉄道クハ61（3扉化）
  - 32011（事故） : 茨城交通 → 小田急電鉄デハ1702（台枠流用）
  - 32012（事故）
  - 32022（事故）
  - 32026 : 東武鉄道クハ457 → クハ3453

- サハ78形（4両・旧サロ45形）
  - 78022（45001）
  - 78031（45010） : マニ72 1 → マニ72 2001 → スエ71 99
  - 78032（45011） : 東京急行電鉄
  - 78034（45013）

- サハ78形（3両・旧サロハ46形）
  - 78013（46005） : オハ71 122 → マニ76 91
  - 78014（46006） : オハ71 125 → マニ74 11 → スエ71 83
  - 78019（46011） : マニ72 3 → マニ72 2003

- サハ48形（戦災3両+事故4両）
  - 48003（事故） : 小田急電鉄
  - 48004（事故） : 東京急行電鉄クハ3677
  - 48011 : オハ71 112 → マニ74 3 → スエ71 4
  - 48013（事故） : 駿豆鉄道クハ71
  - 48023 : マニ72 4 → マニ72 2004 → スエ71 101
  - 48025（事故） : 相模鉄道モハ3005
  - 48026

### 連合国軍専用車
横須賀線では終戦時にも二等車が運転されていたが、32系はサロ45形5両（45004, 45005, 45007, 45008, 45012）のみであったため、1945年12月にサハ48形3両（48005 - 48007）が代用二等車となった。
1946年9月に、代用も含めた二等車8両全車が連合国軍に接収され、まず11月にサロ45形5両が「ALLIED FORCES SECTION」として白帯車となり、特別室を撤去して車端部に簡易仕切りを設けて赤十字輸送に充当され、代用二等のサハ48形3両も1か月後にサロ45形に準じて改装されたほか、11月には48008が全室連合軍専用車として追加で接収されている。これらの車両は1947年2月に仕切りを撤去して「ALLIED FORCES CAR (AFC)」となり、さらに、同年末には、追加でサハ48形10両（48001, 48002, 48007, 48009，48012, 48016, 48022, 48024, 48027, 48028）がAFCとなった。その後1951年1月1日時点ではサロ45形2両（45007, 45012）とサハ48形8両（48001, 48002, 48008, 48009, 48012, 48016, 48022, 48028）が連合軍専用車となっており、最終的には横須賀線用の連合軍専用車は32系18両（サロ45形5両、サハ48形13両）に他系列車8両を含めて延べ26両となった。
サハ48形のボックスシートは日本人より体格の大きい連合国軍軍人にとっては狭すぎたため、ボックスシートを撤去して全長にわたってロングシートに変更し、車内は薄い緑色と緑がかったクリーム色に塗装された。
1952年3月15日のサンフランシスコ講和条約の発効を前に連合軍専用車が廃止された。

### 代用二等車
前述の1945年に代用二等車となったサハ48形3両（48005 - 48007）のほか、1949年7月30日に二等車の併結が再開された際にも二等車が不足し、記号は「サハ」のまま窓下に青色の等級帯を、乗降扉横に「2」の等級表記を入れた代用二等車が使用されている。32系ではサハ48形14両（48001 - 48003, 48005 - 48009, 48012, 48016, 48022, 48024, 48027, 48028）が他系列車11両とともに代用二等車とされており、AFCとして使用されていた際にロングシート化されていたサハ48形のうち7両（48001, 48002, 48008, 48009, 48016, 48022, 48028）はロングシートのまま使用されている。

### 更新修繕と塗色変更
1950年の80系の運転開始に伴い、並行する横須賀線電車の格差是正のため、横須賀線電車に「更新修繕」と呼ばれる緊急整備が行われることとなり、1949年度から外部塗装の剥離と「横須賀色（スカ色）」への塗装、内装の木部洗浄とニスの塗り直し、座席の復旧整備といった戦前水準への復旧と、鋼板製プレスドアへの変更が実施された。なお、当時の「横須賀色」は窓回りをクリーム色（クリーム2号）、幕板・腰板を青（青2号）としたものであった。また、サロ45形は二等車のままであったこともあって比較的状態が良かったことから、更新修繕Iは実施せず、塗色の変更のみを実施している。
また、更新修繕の実施に先立ち、32028に試験塗装を行ったが、これは前面と右側は窓回りと扉がクリーム色に幕板・腰板を藤色、左側は窓回りと扉が橙色で幕板・腰板を薄緑、連結面は本来のぶどう色1号で窓回りが左が黄色で右が灰色のもので、「お化け塗装」と呼ばれた。

### その他
東京鉄道局に配置されたの電車の低圧引通用の電気連結器は7芯のKE50を3箇所装備していたが、1946年度から1949年度にかけて大阪鉄道局配置の電車と同じ12芯のKE52を2箇所に改造しており、これにより1950年以降に大阪鉄道局から転入した42系および1951年以降に新製された70系と混成の編成を組成することが可能となっている。
1952年度より、乗務員相互間の通話用として、従来のブザー用引通し線を利用したロッシェル塩電話装置が装備されることとなり、横須賀線の車両においては同年度中に設置が完了している。

## 横須賀線からの転出

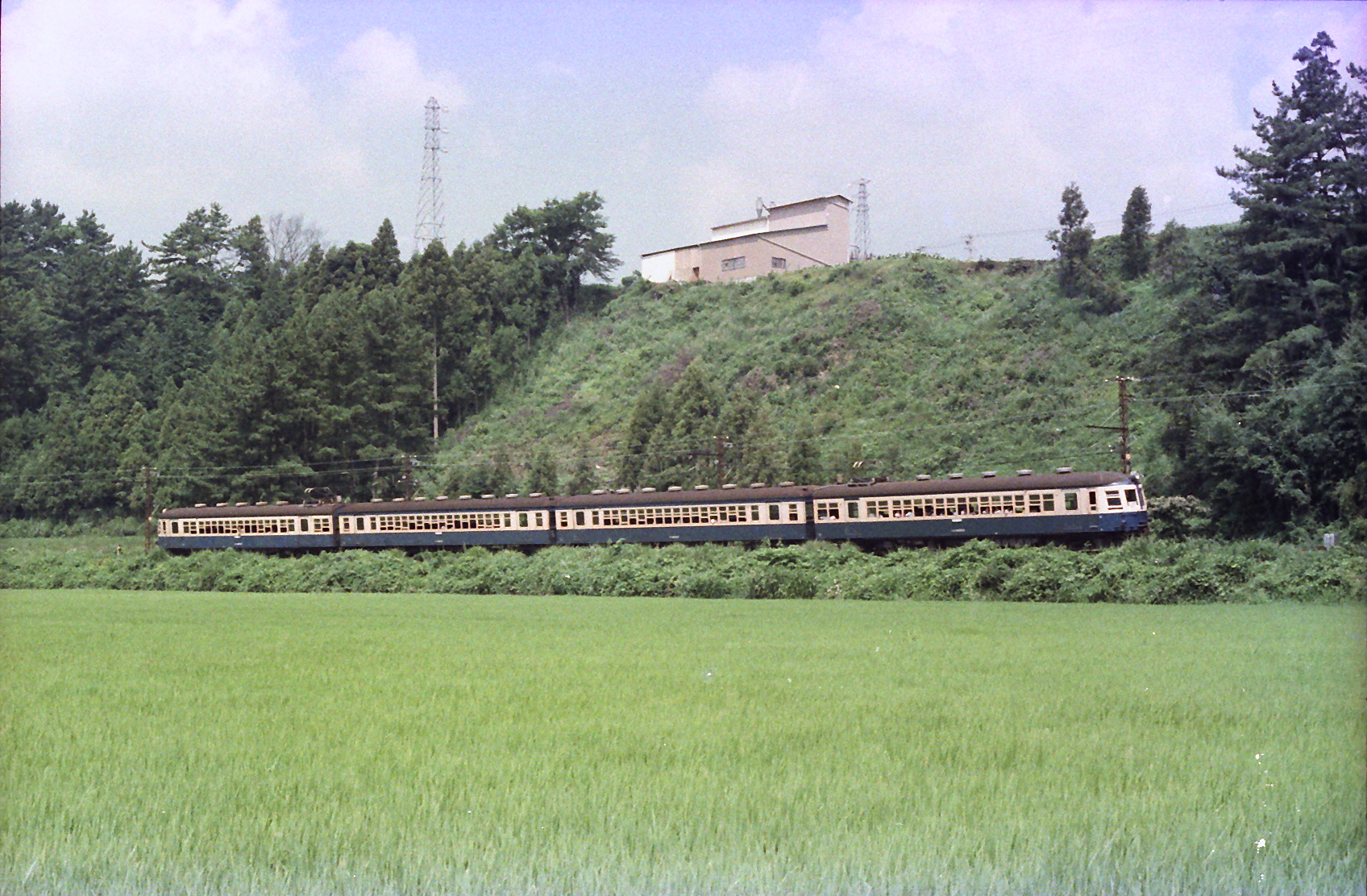
クモハ52形（一次車）と組んだサハ48形（1978年、飯田線東上 - 野田城間）

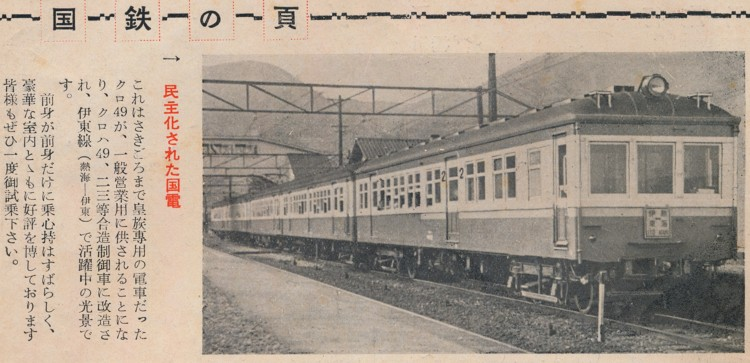
クロハ49形、1953年、国鉄の広告より)

横須賀線への1950年の京阪神地区からの42系の転用と、1951年からの70系の新製投入により、モハ32形、クハ47形、サハ48形のうち余剰となった車両を静岡鉄道管理局管内の電化戦時買収線区である身延線や飯田線に転用することとなった。その際、同局の方針により、制御電動車は下り（偶数）向き、制御付随車は上り（奇数）向きに統一し、方向転換とサハ48形への運転台取付け改造を施工した。一方、貴賓車クロ49形は戦後になって使用回数が減少したことから、伊東線で一般用に転用することとなり、所要の改造が行われた。その状況は次のとおりである。

### サハ48形への運転室設置（クハ47形）
本系列の飯田線への転用にあたり、不足する先頭車を補うために1951年度にサハ48形3両を方向転換したうえで、豊川分工場で運転室を設置した。新旧番号の対照は次のとおりで、いずれも上り（奇数）向きである。設置された運転室はオリジナルのクハ47形と同じ奥行1050 mmのものであったが、乗務員扉の位置が70 mm後方にずれている。
- 47011 ← 48005
- 47012 ← 48006
- 47013 ← 48007

このうち47011は、種車の窓を活かし、貫通路の寸法そのままに前面中央部の窓を設けたために前部の窓幅が600 mm - 800 mm - 600 mmと変則的になったが、後述の更新修繕II施工の際に通常の等幅の窓が並ぶ形態に改修された。なお、この車両はクハ48005として1951年10月に落成し、その番号のまま3か月あまり使用された。
これらの車両は、1959年12月にサハ48形からの改造車を47051 - に整理することとなったため、その後に改造された車両とともに、47051, 47053, 47055に改番された。

### モハ30形事故復旧車（クハ47形）の編入
1950年8月24日に身延線内船 - 寄畑間の島尻トンネル内で全焼したモハ30173を1952年にクハ47形として豊川分工場で復旧してサロハ66形改造車の続番の47023とし、前述の1959年12月の番号整理により新製車に続く47011（2代目）に改番した。
この車両は名義上は復旧であるが事実上は新製である。基本的なレイアウトは新製クハ47形に準じており窓配置も同じdD1161D1であるが、台枠は72系のクハ79形300番台以降や70系のサロ46形→サロ75形と同じUF134、車体は新造の20 m級の全溶接製の完全切妻車体、屋根高は100 mm低い3650 mm（TR23装着時）となっている。座席は当時新製されていた80系に準じており、便所も設置されたが寸法が小さく、便器は対角線の向きに設置された。台車は豊川鉄道引継ぎのサハ1形から流用した釣合梁式のTR11であったが、1966年に飯田線に転入したクハ16011と交換してTR23となった。更新修繕は施工しておらず、1959年3月に屋根上の通風器をガーランド形からグローブ形に交換したのみである。

### クハ47形への便所取付け
1951年に4扉化改造を実施していないクハ47形の全8両（47001 - 47003, 47005 - 47009）を身延線へ転用した際に豊川分工場で便所を取付け、定員は115名（うち座席80名）となった。サハ48形改造車とは便所の取付け位置が反対側となり、対面するロングシートのクロスシート化も行なわれなかった点が異なる。

### クロ49形の一般用（クロハ49形）への改造
戦後使用頻度の減少した貴賓車クロ49形を、伊東線で一般用として使用することになり、1953年4月に大宮工場でクロハ49形へ改造した。旧特別室から旧随伴員室（二等室）の前位の特別室に続く乗降扉脇のロングシート部までを二等室とし、仕切壁の位置を変更して旧仕切壁は扉を撤去して残りの旧随伴員室を含む部分を三等室として定員は73名（うち二等19名、三等54名）となった。三等室は座席のヘッドレストを撤去したほか、従来ドアエンジンが設置されていなかった前部扉にドアエンジンを設置している。
この改造に際し、2両とも下り（偶数）向きであることから49001を49000に改番した。後述の1953年6月の形式称号規程改正を先取りした形である。

## 1953年車両形式称号規程改正に伴う変更
1953年6月1日に実施された車両形式称号規程改正により、全長17 m級の電車は形式10～29の間に形式が定められたため、本系列ではモハ32形が、同じく片側2扉クロスシートのモハ62形とあわせてモハ14形となり、この時点までに廃車となった5両を除く40両をモハ14形に改めた。この際には形式のみが改められて番号はモハ32形時のままとされたため、欠番が生じている。
全長20 m級の制御車、付随車については他系列から本系列への形式統合はあったものの、本系列に属する車両の形式番号の変更はなかった。

## 更新修繕IIと1959年改番まで

### 更新修繕IIとモハ14形の低屋根化
戦中戦後の酷使により荒廃した設備を1949年から更新・修繕した本系列であったが、1951年に発生した桜木町事故の教訓を踏まえた2度目の更新修繕（更新修繕II）が1954年から施工された。更新修繕の内容は、施工年度によって少しずつ異なるが、共通の内容は次のとおりである。
- ベンチレーターのガーランド型からグローブ型への交換[64]
- 内装の木部の取り替え
- 前面運行番号表示窓（3桁）の取り付け[64]（1954年施行車を除く）
- パンタグラフのPS13への交換（モハ14形）
- 貫通幌の両幌→片幌化と鉄製幌座の設置[64]
- 天井板の軽合金化[73]
- 室内灯の1列→2列化[73]

モハ14形の更新修繕IIは、1954年に飯田線用、1955年、1956年には身延線用、1957年、1958年には再び飯田線用の車両に施行された。飯田線用の車両のうち、1954年施行のものは正面の雨樋が原形の直線のままとされて運行表示灯は設けられず、1957年、1958年施工のものは前面の雨樋が曲線に変更されて助士席側幕板部に運行番号表示窓が設置されるとともに、前面窓がすべてHゴム支持となった。身延線用の更新車は同線に存在する狭小建築限界トンネル通過の際の絶縁距離確保のため、屋根を車体全長に渡って300 mm下げた低屋根構造とされ、妻面の印象が大きく変わった。
この改造により、モハ14形は飯田線用の普通屋根車と身延線用の低屋根車の2種に形態が分かれたが、番号等による区分はこの時点では行われなかった。
モハ14形の更新修繕IIの施行状況は次のとおり。
- 1954年度（10両） - 14001, 14006, 14009, 14010, 14020, 14023, 14032, 14035, 14039, 14044 - 飯田線向け
- 1955年度（11両） - 14002 - 14004, 14021, 14027, 14030, 14034, 14038, 14040, 14041, 14043 - 身延線向け
- 1956年度（13両） - 14007, 14013 - 14017, 14019, 14024, 14025, 14028, 14036, 14037, 14042 - 身延線向け
- 1957年度（3両） - 14018, 14029, 14031 - 飯田線向け
- 1958年度（2両） - 14005, 14045 - 飯田線向け

クハ47形（47023を除く）の更新修繕IIは、1957年度および1958年度に豊川分工場で実施され、その際に前面の雨樋が曲線に変更された。
サロ45形は、1953年12月から翌年3月にかけて大宮工場で更新修繕を施行して屋根上の通風器をガーランド形からグローブ形に変更し、1956年11月から翌年3月にかけて後位側に便所と洗面所を設ける改造を実施して、両側の側窓1個が埋め込まれて窓配置は2D2222222D1、定員は64名となった。また、座席の交換が実施され、クロスシートは両側に肘掛が設置された横幅1000 mmのものとなり、扉横部のロングシートは長さ1900 mmから1950 mmに拡大されている。

### サハ48形改造クハ47形の増備
1953年度にサハ48形6両に運転室を設置してクハ47形に改めた。この時種車となったのは、横須賀線時に代用二等車であったもので、車内の座席はすべてロングシートであった。全車が上り（奇数）向きで、奇数番号となった。6両のうち47057、47059、47065、47067の4両の前面雨樋は改造の際に曲線形に改められたが、47061, 47063の2両は直線形のまま廃車まで存置され、異端車として注目を集めた。
その後、1956年に3両、1959年に2両、1961年に2両が追加改造され、都合16両がクハ47形に改造された。1956年、1959年改造の5両は横須賀線の制御車増備用、1961年改造の2両は高崎鉄道管理局向けで、新前橋電車区に配置され、80系の制御車として高崎線で使用されたが、最終的に全車が静岡鉄道管理局管内で使用された。
1953年度の改造車は運転室の奥行きが1951年度の改造車より若干拡大されて1050 mmとなって運転室背面に窓が設置されたものとなり、定員は130名（うち座席63名）であった。1959年と1961年の改造車は前面窓がHゴム支持とされており、そのうち47072 - 47074は運転席側2枚がHゴム支持で、助士席側の1枚は開閉可能な2段窓であった。
番号の新旧対照は、次のとおり。
1953年改造車
- 47057 ← 48001
- 47059 ← 48002
- 47061 ← 48009
- 47063 ← 48016
- 47065 ← 48022
- 47067 ← 48028

1956年改造車
- 47069 ← 48015
- 47070 ← 48010
- 47071 ← 48017

1959年改造車
- クハ47072 ← サハ48014
- クハ47073 ← サハ48012

1961年改造車
- クハ47074 ← サハ48019
- クハ47076 ← サハ48020

### クロハ49形の中間付随車（サロハ49形）化
伊東線に転用され、半室三等室化の上でクロハ49形として使用されていた元クロ49形2両は、同線では二等車が編成中間に連結されるようになったため、1956年の更新修繕IIの施行に際して運転室を撤去して中間付随車化とした。旧三等室（旧々随伴員室）を定員32名の二等室とし、旧二等室（旧々特別室）側は運転室と便所・洗面所を撤去して窓配置を322D2222D2に変更し、貫通扉を設置して定員64名（うち座席44名）の三等室とした。客用扉の位置はそのままとされたので、特徴のあるスタイルはある程度そのままとなった。
形式はサロハ49形に改められ、運転台が撤去されて向きが関係なくなったことから、49002は49001に改番された。

### サハ48形を車両性能試験車（クヤ9020）に改造
サハ48形の48008は、連合軍専用車時の1951年6月26日に久里浜駅構内で架線事故により焼損し、そのまま長期休車となっていたが、従来からの木製試験車クヤ9010形9010の老朽化に伴い、本車両を代替車とすることとなり、1955年4月に大井工場で鉄道技術研究所（現：鉄道総合技術研究所）の電気車性能試験車クヤ9020に改造された。車体は全長に渡り屋根高3495 mmの低屋根でパンタグラフ2基が搭載され、正面に貫通扉の設置された両運転台となり、側面の窓配置はd142181D'd（反対サイドはd121521D'd）で室内は全長の約1/2が測定室となったほか、倉庫、調査室、工作室、架線観測室、暗室、配線室などが配置されており、台車はコロ軸受のTR43となっている。また、車体塗色は当初は濃緑色で、後にブドウ色に黄色の帯の入ったものとなったほか、本車両は形式番号も切抜き文字で表示されており、これは国鉄旧形電車としては唯一である。
後述の1959年の改番によりクヤ99形（クヤ99000）となり、その後パンタグラフ1基が撤去されて分散式冷房装置3基が搭載されたが、1966年に後継のマヤ11形が落成したこともあり、1976年に廃車となった。

## 1959年6月車両形式称号規程改正に伴う変更
1959年6月1日付けで、新性能電車の形式称号を別体系に移行させる車両形式称号規程の改正が行なわれた。この改正では運転台付きの制御電動車と、運転台を持たない中間電動車が分離され、制御電動車には新たに記号「クモ」が制定されるとともに、従来番号のみで表記されていた形式は、従来の記号と合わせて形式とするよう変更された。また、従来雑形の形式番号体系に組み込まれていた事業用車も、制式車の形式番号体系に編入されている。
これにより、旧32系のうちモハ14形はクモハ14形に、事業用車のクヤ9020形（旧48008）はクヤ99形に変更された。

## 1959年12月形式番号整理による変更
更新修繕IIによってクモハ14形は普通屋根車と身延線用の低屋根車に分かれたが、両者の番号による区分は行なわれなかったため、身延線と東海道線ローカル列車の双方の車両を受け持つ富士電車区では両者が混在し、運用に不便を感じていた。そこで、1959年12月22日付け工車第1528号達によって、低屋根車を800番台に区分し、普通屋根車も番号を整理する改番が実施された。同時に、クモハユニ44形、付随車改造クハ47形の改番も実施されている。本系列に属するクモハ14形、クハ47形の番号の新旧対照は次のとおり。
クモハ14形普通屋根車（15両）
- クモハ14000 ← クモハ14001（初代）
- クモハ14001（2代） ← クモハ14005（初代）
- クモハ14002（2代） ← クモハ14006（初代）
- クモハ14003（2代） ← クモハ14009（初代）
- クモハ14004（2代） ← クモハ14010（初代）

- クモハ14005（2代） ← クモハ14018
- クモハ14006（2代） ← クモハ14020
- クモハ14007（2代） ← クモハ14023
- クモハ14008 ← クモハ14029
- クモハ14009（2代） ← クモハ14031

- クモハ14010（2代） ← クモハ14032
- クモハ14011 ← クモハ14035
- クモハ14012 ← クモハ14039
- クモハ14013（2代） ← クモハ14044
- クモハ14014（2代） ← クモハ14045

クモハ14形低屋根車（24両）
- クモハ14800 ← クモハ14002（初代）
- クモハ14801 ← クモハ14003（初代）
- クモハ14802 ← クモハ14004（初代）
- クモハ14803 ← クモハ14007（初代）
- クモハ14804 ← クモハ14013（初代）
- クモハ14805 ← クモハ14014（初代）
- クモハ14806 ← クモハ14015
- クモハ14807 ← クモハ14016

- クモハ14808 ← クモハ14017
- クモハ14809 ← クモハ14019
- クモハ14810 ← クモハ14021
- クモハ14811 ← クモハ14024
- クモハ14812 ← クモハ14025
- クモハ14813 ← クモハ14027
- クモハ14814 ← クモハ14028
- クモハ14815 ← クモハ14030

- クモハ14816 ← クモハ14034
- クモハ14817 ← クモハ14036
- クモハ14818 ← クモハ14037
- クモハ14819 ← クモハ14038
- クモハ14820 ← クモハ14040
- クモハ14821 ← クモハ14041
- クモハ14822 ← クモハ14042
- クモハ14823 ← クモハ14043

クハ47形（4両）
- クハ47011（2代） ← クハ47023
- クハ47051 ← クハ47011（初代）
- クハ47053 ← クハ47012
- クハ47055 ← クハ47013

## 1960年以降の動向

### 三等級制から二等級制への変更
1960年7月1日より、等級が一等、二等、三等の三等級制から、旧二等と旧一等を統合した一等と、旧三等から変更した二等との二等級制に変更となり、本系列においても形式変更はなかったが、用途記号「ロ」が一等車、「ハ」が二等車となった。

### サロハ49形の二等車（サハ48形）化
付随車に改造されたサロハ49形は引続き伊東線で使用されていたが、一等室の利用が増加したために1962年10月にサロ15形に置き換えられ、車内設備はそのままで二等車代用として使用された。翌1963年3月から4月に大宮工場で全室二等車に改造してサハ48形に編入されて40番台に区分され、車体中央部の客用扉を車端部に移設して窓配置は2D1222222D2、定員は124名（うち座席82名）、室内灯は蛍光灯となった。両車は1966年に岡山鉄道管理局へ転出し、51系やサハ58形などと宇野線で使用された。
番号の新旧対照は、次のとおり。
- サハ48040 ← サロハ49000
- サハ48041 ← サロハ49001

### クハ47形の3扉（クハ68形）化
横須賀線に残っていたクハ47形2両は、1963年から1964年にかけて、激化した通勤輸送に対応するため、クモハ43形、クモハ53形、サハ48形（元52系）とともに車体中央部に客用扉を増設して3扉化され、同時期に飯田線で使用されていたクハ47002に対しても同様の改造が施工されて窓配置はともにdD16D161D1、定員はトイレ対向部の座席配置の差により前者は116名（うち座席68名）、後者は116名（うち座席67名）、室内灯は蛍光灯となった。本工事の施工車は、3扉クロスシートの制御車であるクハ68形に編入され、オリジナルのクハ47形の改造車は200番台、サハ48形の先頭車化改造車は210番台に区分された。
番号の新旧対照は次のとおり。
- クハ68200 ← クハ47002
- クハ68210 ← クハ47072
- クハ68211 ← クハ47073

その後113系の横須賀線への投入に伴い、70系とともに新潟地区に転用され、飯田線の68200（←47002）も、同時期に新潟地区に転用されている。

### サロ45形の二等車（サハ45形）化
サロ45形は、本系列では最も遅くまで横須賀線で使用されたが、並ロ相当の旧形一等車の格下げが決定されたことにより、1964年8月および1965年3月に5両（45004, 45005, 45007, 45008, 45012）全車を二等車のサハ45形に改称（番号は不変）した。この際に車内設備の変更は行なわれず、一等車時のままであり、定員は102名（うち座席64名）となった。本形式は、格下げと同時に静岡鉄道管理局の身延線と飯田線に転用されたが、飯田線からは間もなく転出し、後に一部は大糸線に移り、いわゆる旧形国電の最末期の1981年まで使用された。

### サハ78形に便所取付
1968年4月の御殿場線電化にともない、浜松工場で同線で運用されるサハ78形に便所を設置したもので、本系列からの4扉化改造車では、2両（旧サロ45形・サロハ46形各1両）に対し施工されて定員が145名（うち座席51名）となり、1968年11月14日付けの通達で400番台に改番された。番号の新旧対照は次のとおり。
- サハ78400 ← サハ78018
- サハ78401 ← サハ78023

## 運用

### 横須賀線
横須賀線は、蒸気機関車が列車を牽引していた時代の1925年4月1日改正のダイヤでは東京 - 横須賀間110分、電気機関車牽引時の1929年9月15日改正のダイヤでは85分、電車化による1930年3月15日改正の時刻表では、東京 - 横須賀間68分で上り42本、下り41本（うち1往復は東京 - 大船間）の列車が記載されていた。32系導入後の1931年10月1日改正の時刻表では、東京 - 横須賀間68分で平日44本・休日36本の列車が運行されており、平日の朝夕は15分間隔、その他は30分間隔、停車駅は東京、新橋、品川、横浜、保土ケ谷、戸塚、大船、北鎌倉、鎌倉、逗子、田浦、横須賀であった。
運行開始時の編成は基本編成が4-5両編成、付属編成は2-3両編成で、1932年4月頃の編成は以下の通りであった。なお、同年時点での電車列車の最大の編成両数は中央線（東京-立川）7両、山手線（東京-田端-赤羽）・京浜線（東京-鶴見）8両、横須賀線（東京-横須賀）7両であり、また、1935年時点の電車列車の表定速度は最も早い横須賀線で55.1 km/h、次いで東海道線吹田 - 明石間52.0 km/h、山陽線神戸 - 明石間48.0 km/hであった。
基本5編成（2運用）、付属は下記編成と合わせて7編成（5運用）
| ← 横須賀東京 → |          |          |          |          |           |          |
| 基本編成       | 基本編成 | 基本編成 | 基本編成 | 付属編成 | 付属編成  | 付属編成 |
| モハ 32        | サハ 48  | サロ 45  | モハ 32  | クハ 47  | サロハ 46 | モハ 32  |

基本5編成（3運用、荷物・郵便車組込）、付属は上記編成と合わせて7編成（5運用）
| ← 横須賀東京 → |          |           |          |          |           |          |
| 基本編成       | 基本編成 | 基本編成  | 基本編成 | 付属編成 | 付属編成  | 付属編成 |
| モハユニ 30    | サハ 48  | サロハ 46 | モハ 32  | クハ 47  | サロハ 46 | モハ 32  |

基本7編成（4運用）、付属2編成（2運用）
| ← 横須賀東京 → |          |          |          |          |          |          |
| 基本編成       | 基本編成 | 基本編成 | 基本編成 | 基本編成 | 付属編成 | 付属編成 |
| モハ 32        | サハ 48  | サロ 45  | サハ 48  | モハ 32  | クハ 47  | モハ 32  |

その後1935年のモハユニ44形の導入とサロハ46形とサハ48形への便所の設置に合わせて、同年もしくは1937年より基本編成が4両編成、付属編成が3両編成に統一され、以下の通りとなり、不足するサロ45形の補充として31系のサロ37形のうち37001, 37002が横須賀線に転用された。
基本的な編成
| ← 横須賀東京 → |          |           |          |          |          |          |
| 基本編成       | 基本編成 | 基本編成  | 基本編成 | 付属編成 | 付属編成 | 付属編成 |
| モハ 32        | サハ 48  | サロハ 66 | モハ 32  | クハ 47  | サロ 45  | モハ 32  |

荷物・郵便車組込
| ← 横須賀東京 → |          |           |          |          |          |          |
| 基本編成       | 基本編成 | 基本編成  | 基本編成 | 付属編成 | 付属編成 | 付属編成 |
| モハユニ 44    | サハ 48  | サロハ 66 | モハ 32  | クハ 47  | サロ 45  | モハ 32  |

その後輸送力増強のため一部基本編成が5両編成となった以下のような編成も運行されている。
荷物・郵便車組込
| ← 横須賀東京 → |          |          |           |          |          |          |          |
| 基本編成       | 基本編成 | 基本編成 | 基本編成  | 基本編成 | 付属編成 | 付属編成 | 付属編成 |
| モハユニ 44    | モハ 32  | サハ 48  | サロハ 66 | モハ 32  | クハ 47  | サロ 45  | モハ 32  |

この間、1942年4月から逗子 - 横須賀間での区間運転が実施されており、同区間で7-10分間隔で列車が運行されていた。1944年4月1日には横須賀 - 久里浜間が開業しており、同年10月11日改正の下り時刻表には51本の列車が掲載されており、区間列車を合わせると60本の運行となった。この時刻表では東京 - 久里浜間23本、東京 - 横須賀間22本、横浜 - 横須賀間3本、品川 - 横須賀間、大船 - 横須賀間、大船 - 久里浜間各1本で、うち15本に二等車が連結されていた。
省電の二等車は1938年10月31日に関西急電と横須賀線を除いて廃止され、これに伴い51系のクロハ69形のうち69001, 69002が横須賀線に転用された。その後横須賀線の二等車も横須賀 - 久里浜間が開業した1944年4月1日に一旦廃止されたが、横須賀に軍港を控える特殊性から、海軍の要請により8月16日に二等車の連結が再開されている。なお、前述のとおり、サロハ46形全車とサロ45形の一部の通勤車化改造が進んでいたため、二等車の連結は一部の列車に限定され、サロ45形のほか、サロ37形2両、クロハ69形1両も使用された。
戦後の1946年9月23日にすべての二等車が連合軍専用車に、11月2日から連合軍専用の白帯車となった。当初は「U. S. Army Section」であったが、後に「Allied Forces Sction (AFS)」もしくは「Allied Forces Car (AFC)」となり、その後1947年8月には空席があった場合に日本人の乗車が許可され、1949年7月30日には二等車の併結が再開され、9月には全編成に併結されて、編成中にAFCと二等車が1両ずつ組みまれたが、その後、1952年3月には白帯車は廃止された。1947年6月1日時点ではAFCを1両連結した以下のような7両編成で運行されていた。
運用9編成、予備1編成、検査2編成
| ← 横須賀東京 →             |             |                        |             |             |                |        |
| モハ32 もしくは モハユニ44 | サハ48 ほか | モハ32 もしくは モハ30 | クハ47 ほか | サハ48 ほか | AFC サロ45ほか | モハ32 |

戦前は32系を基本に運行されていた横須賀線であるが、戦争末期には同線を所管する田町電車区から状態の良い車両を他線区に疎開させ、代わりに状態の悪い車両を横須賀線に転用することとなり、1945年6月から32系の常磐線、赤羽線、横浜線への疎開が実施され、1947年9月までに田町電車区に戻っている。こういった流れの中、戦中には40系など、戦後の混乱の中でさらに30系や50系などが転入し、1949年からは63系が、1950年からは関西で使用されていた42系と52系が転入して、32系とともに運用された。その後、1951年3月に70系の最初の10両が導入されて以降増備が進められたことに伴い、モハ32形は1951年3月以降順次飯田線、身延線へ転用された一方でサロ45形とサハ48形の一部はこれらの形式と編成を組んで引続き横須賀線で運用された。戦後1940年代から1950年代にかけての、横須賀線（および東海道線）の電車を所管する田町電車区（伊東支区を除く）の配置は以下の通りであった。
|                                | 32系   | 32系   | 32系   | 32系   | 32系       | 32系 | 42系 | 52系 | 51系 | 40系 | 30系 | 31系 | 33系 | 50系 | 63系 | 70系 | (80系) | 木造 | 合計 |
| ------------------------------ | ------ | ------ | ------ | ------ | ---------- | ---- | ---- | ---- | ---- | ---- | ---- | ---- | ---- | ---- | ---- | ---- | ------ | ---- | ---- |
| モハ32                         | クハ47 | サロ45 | サハ48 | クロ49 | 小計       |      | 42系 | 52系 | 51系 | 40系 | 30系 | 31系 | 33系 | 50系 | 63系 | 70系 | (80系) | 木造 | 合計 |
| 1947年6月1日                   | 36     | 7      | 5      | 18     | 2          | 68   | 4    |      | 3    | 15   | 11   | 2    |      | 1    | 10   |      |        | 5    | 119  |
| 1949年5月1日                   | 40     | 7      | 5      | 21     | 2          | 75   | 3    |      | 3    | 15   | 11   | 3    |      | 6    | 56   |      |        | 1    | 173  |
| 1951年1月1日                   | 36     | 5      | 5      | 16     | 2          | 69   | 35   | 5    | 2    | 28   |      | 3    |      | 2    |      |      | 174    |      | 318  |
| 1953年7月1日                   |        |        | 5      | 13     | [ 表注 9 ] | 23   | 21   | 5    |      | 1    |      | 2    | 2    |      |      | 99   | 201    | 1    | 355  |
| 1. 2. 3. 4. 5. 6. 7. 8. 9. 10. |        |        |        |        |            |      |      |      |      |      |      |      |      |      |      |      |        |      |      |

この間、1947年6月には基本7両編成・付属2両編成の最長9両編成に変更となり、1949年2月以降は基本7両編成・付属3両編成の最長10両編成で運行されていた。1951年3月の70系導入後は基本7両編成・付属4もしくは5両編成を併結した11-12両編成での運行となり、付属編成の逗子駅での連結開放作業は12月17日から実施された。その後、1959年2月1日に基本編成が6両編成に変更され、これを併結した12両編成での運行が実施されているほか、横須賀 - 久里浜間の2両編成での運行が開始されている。
横須賀線では最終的にクハ47形、サロ45形、サハ48形が1960年代半ばに113系に置換えられるまで運用されており、クハ47072, 47073を3扉化改造したクハ68210, 68211およびサハ48018, 48027が1964年まで、サロ45004, 45005, 45007, 45008, 45012が1964-1965年まで横須賀線に残っていた。

### 横須賀線以外（1950年頃まで）
戦前の1935年前後頃には、春期・秋期の中央線の臨時列車で使用されており、青梅電気鉄道の御嶽駅へ乗入れる列車にも使用されている。また、1942年10月の横浜線の電車化に伴い、モハ32形のうち3-5両が東神奈川電車区に貸出されている。
戦中・戦後においては、前述の配置転換により一部車両が横浜線、常磐線、赤羽線で運行されたほか、東神奈川や品川でモハ32に復旧機材を搭載して救援車代用として使用された。
戦後の1948年11月からは横須賀線電車による東海道線平塚までの運行が開始されたほか、1952年4月1日の高崎線の電化と熊谷までの電車化に際しては、横須賀線の4両編成が貸し出されている。また、1949年5月15日から電車運転が開始された伊東線では、区間列車用として田町電車区伊東支区に42系のモハユニ44形2両とともに32系のモハ32形4両、クハ47形3両が配置され、その後も1953年7月1日時点ではクロハ49形2両が42系7両や40系2両とともに配置されて運行されていた。

### クロ49形

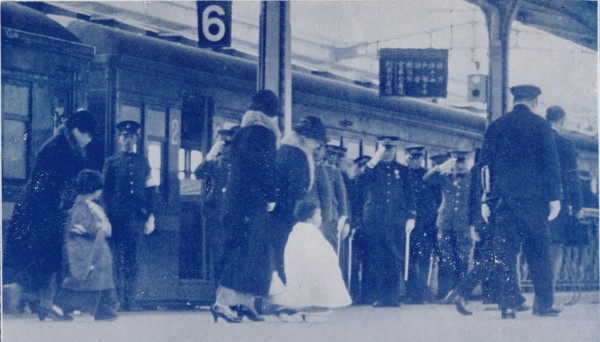
クロ49形（写真左端）で葉山御用邸での避寒から三ヶ月ぶりに宮城に戻る皇太子(上皇陛下)と、姉宮・順宮厚子内親王、1936年3月30日

クロ49形の皇室用貴賓車はモハ32との2両編成で、営業列車の東京方に併結されて運用されており、編成の先頭側となるモハ32形の連結器が銀色に塗装されていた。また、本形式は基本的には御乗用列車用であるが、お召し列車用として使用されることもあり、1941年3月25日には東京-横須賀間で運行された昭和天皇の御召し電車は最初の電車によるお召列車であり、49001ほかの32系が使用されており、当日の編成は以下の通りで、その後もお召列車として使用されている。
| ← 横須賀東京 → |            |            |            |            |            |
| モハ 32033     | モハ 32003 | サロ 45013 | クロ 49001 | サロ 45004 | モハ 32036 |

また、本形式は、1947年6月7日には阪和線の東岸和田 - 東和歌山間で、同年7月17日には四ツ谷 - 与瀬駅（現相模湖駅）で運行されるなど、関西方面を含む横須賀線以外でも運行されている。なお、6月7日における編成は以下の通りで、上段が先導車、中段が本務編成、下段が予備編成である。
| ← 東岸和田東和歌山 → |            |
| モハ 51052           | モハ 51044 |

| ← 東岸和田東和歌山 → |            |            |            |
| モハ 60029           | クロ 49002 | モハ 60033 | モハ 60034 |

| ← 東岸和田東和歌山 → |            |            |
| モハ 63150           | クロ 49001 | モハ 63152 |

## 廃車
32系のうち扉増設改造がなされなかった車両は、岡山で使用されたサハ48形の一部と大糸線で使用されたサハ45形の一部を除いて、静岡鉄道管理局管内に集約され、40系や51系、52系等と混用された。本格的な老朽置換えは、1967年に全長17 m級で収容力の小さいクモハ14形から、関西地区から転入したクモハ51形やクモハ60形等によって開始された。全長20 m級の制御車や付随車は、引き続き使用されたが、1983年までに新性能電車への置換えにより廃車となった。
置換え時期は、宇野線が1976年、大糸線および身延線が1981年、飯田線が1978年および1983年である。
- 1965年度
  - サハ78形 : 78020（東モセ）, 78027（東ウラ）
- 1966年度
  - クモハ14形 : 14012（静ママ）
- 1967年度
  - クモハ14形 : 14002, 14003, 14004（静トヨ）, 14010（静ママ）, 14011（静チウ）, 14801（静フシ）
- 1968年度
  - クハ47形 : 47071（事故廃車・静ママ）
- 1969年度
  - クモハ14形 : 14000, 14001（静トヨ）, 14006, 14009（静ママ）, 14005, 14007, 14014（静チウ）
- 1970年度
  - クモハ14形 : 14008（静ママ）, 14013（静チウ）, 14800, 14802 - 14823（静ヌマ）
- 1972年度
  - クハ79形 : 79060, 79066（大ヨト）
  - サハ78形 : 78009, 78011（南ヒナ）, 78017（北マト）
- 1974年度
  - サハ78形 : 78012（大ヨト）, 78016（仙リハ（貸出））
- 1975年度
  - サハ78形 : 78010, 78021（千ツヌ）
  - クヤ99形 : 99000（南チタ）
- 1976年度
  - サハ48形 : 48018, 48027, 48040, 48041（岡オカ）
- 1977年度
  - クハ68形 : 68200（長モト）
  - サハ78形 : 78015（静ヌマ）
- 1978年度
  - クハ47形 : 47070, 47074, 47076（静トヨ）
  - クハ68形 : 68210, 68211（新ナカ）
  - サハ48形 : 48021, 48024（静トヨ）
- 1979年度
  - サハ78形 : 78023, 78030, 78400, 78401（静ヌマ）
- 1981年度
  - クハ47形 : 47001, 47003, 47004, 47005, 47007, 48008, 47051, 47053, 47055, 47057, 47059, 47061, 47063, 47065（静ヌマ）
  - サハ45形 : 45004, 45005, 45007（長キマ）, 45008, 45012（静ヌマ）
- 1983年度
  - クハ47形 : 47009, 47069（静ママ）

## 譲渡

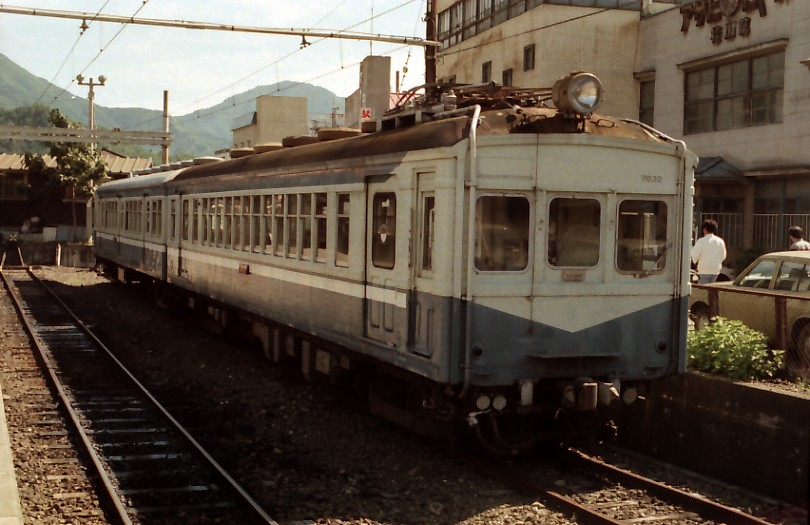
富士急行モハ7032（元モハ32031→クモハ14009）、1982年

32系は比較的長期間国鉄で使用されたため、太平洋戦争終戦直後の戦災車、事故車の払下げを除くと、富士急行へクモハ14形2両（14007, 14009）が譲渡されたのみである。

### 富士急行7000形
1969年に譲渡されたクモハ14形（14007, 14009）の2両は窓枠のアルミサッシ化などの更新を受けたうえで、7000形のモハ7031, モハ7032となり、同時に譲渡された元クハ16形（旧50系グループの16425, 16467（それぞれ元65033, 65089））のクハ7061, 7062と編成を組み、1971年に譲渡された元クモハ12形およびクハ16形のモハ7033, クハ7063とともに富士急行線で使用された。その後、5700形（元小田急2200・2220・2300・2320形）の導入にともない、1983年に廃車された。